# 迪米特尔·格拉夫切夫
迪米特尔·鲍里索夫·格拉夫切夫（羅馬化：Dimitar Borisov Glavchev；1963年8月15日—），是保加利亚政治家，曾于2024年至2025年担任保加利亚总理，领导看守政府。作为一名政治独立人士，他目前是审计署审计长。他曾是保加利亞歐洲發展公民黨（GERB）成员，并于2009年至2021年担任国民议会议员。2017年，他曾短暂担任国会议长。

## 生平
他于1962年8月15日出生在博博舍沃。1981年，他毕业于“多布里沃伊尼克”国立大学（当时名为“米哈伊尔·加里宁”）。他于1987年毕业于國家與世界經濟大學（当时称为“卡尔·马克思高等研究院”），获得“经济师-会计师”专业资格。又获得了该大学“国际经济关系”第二学位。
格拉夫切夫从事专业会计师工作约30年，其中20年担任独立审计师。

### 议员
格拉夫切夫于2009年当选为第41届国民议会欧洲发展公民党议会党团成员。他又连任了5届议员，并在第46届国民议会后退休。
在担任议员期间，格拉夫切夫曾在预算和财政委员会任职。在此职位上，他帮助制定了2010年的“审计署法”。
2011年，他被任命为公民党议会党团副团长。
在第43届国民议会任期内，他被任命为议会副议长，在现任议长采茨卡·察切娃缺席期间临时主持议会会议。
在第44届国民议会中，他率领保加利亚议会代表团出席欧洲议会大会。

### 议会议长
格拉夫切夫于2017年4月18日至11月17日担任第44届国民议会议长。
格拉夫切夫在与保加利亚社会党领导人科尔内利娅·尼诺娃（Korneliya Ninova）发生丑闻后，于11月17日辞职。他迫使尼诺娃离开会议，原因是她在一份声明中“侮辱”了总理博伊科·鲍里索夫。

## 审计署审计长
2023年7月12日，格拉夫切夫被GERB-SDS议会党团提名为审计署审计长。7月26日，他在148名议员的支持下被国民议会选举出任该职位。7月31日，格拉夫切夫正式开始其7年任期，代理审计长戈里察·格兰扎罗娃-科扎罗娃（Goritsa Granzharova-Kozharova）对此表示欢迎。
格拉夫切夫的当选引起了一些争议，因为他的前任茨维坦·茨维特科夫（Tsvetan Tsvetkov）被违宪免职。

### 看守政府总理
2024年3月28日，在登科夫政府辞职后，政府谈判破裂，格拉夫切夫出席了与总统鲁门·拉德夫的会晤。根据新通过的宪法修正案，格拉夫切夫作为审计长，有资格被总统选为看守总理。
第二天，拉德夫正式宣布格拉夫切夫为候任看守总理，并邀请他于3月30日再次会面。
3月30日，拉德夫正式将组建看守政府的责任交给了格拉夫切夫，格拉夫切夫哀叹，尽管这个职位对他来说可能很难，但他将努力组建一个政治中立的看守内阁。
根据国民议会3月29日通过的一项法案，格拉夫切夫将被允许从审计署休无薪假，并在卸任总理后重新担任该职位。
4月9日，他在国民议会面前宣誓就任看守总理，任期至即将举行的议会选举后政府组建谈判结束。
8月9日，拉德夫总统正式宣布，审计署副审计长戈里察·格兰查罗娃-科扎列娃（Goritsa Grancharova-Kozhareva）被选为接替格拉夫切夫的下一任看守总理。格拉夫切夫对此表示欢迎。
8月19日，在拉德夫拒绝接受格兰查罗娃-科扎列娃看守内阁后，格拉夫切夫表示，他愿意“在必要时”继续履行看守总理的职责，以避免发生宪法危机。
8月27日，格拉夫切夫的第二届看守政府正式宣誓就职，其成员基本相同。只重新任命了内务部长阿塔纳斯·伊尔科夫。
在10月27日提前举行的国民议会选举中，保加利亚公民党所在政党联盟获得240个席位中的69席，获得优先组阁权。保加利亚公民党所在政党联盟、保加利亚社会党所在政党联盟、“有这样一个民族”党随后组成执政联盟。2025年1月16日，保加利亚国民议会投票通过新一届内阁成员名单，由保加利亚公民党所在政党联盟提名的罗森·热利亚兹科夫出任总理。